# Electronic Dream Plant

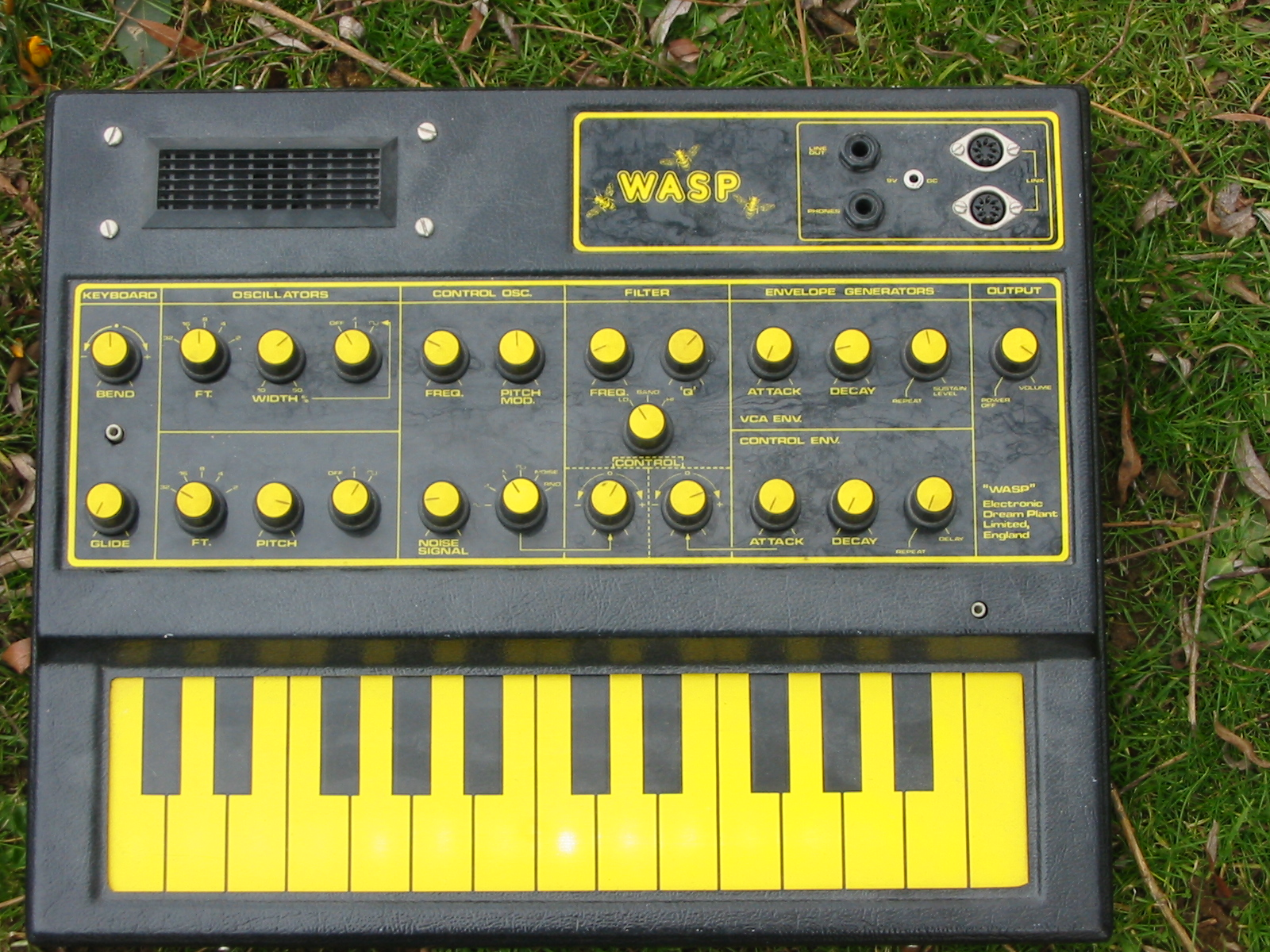
The EDP Wasp.

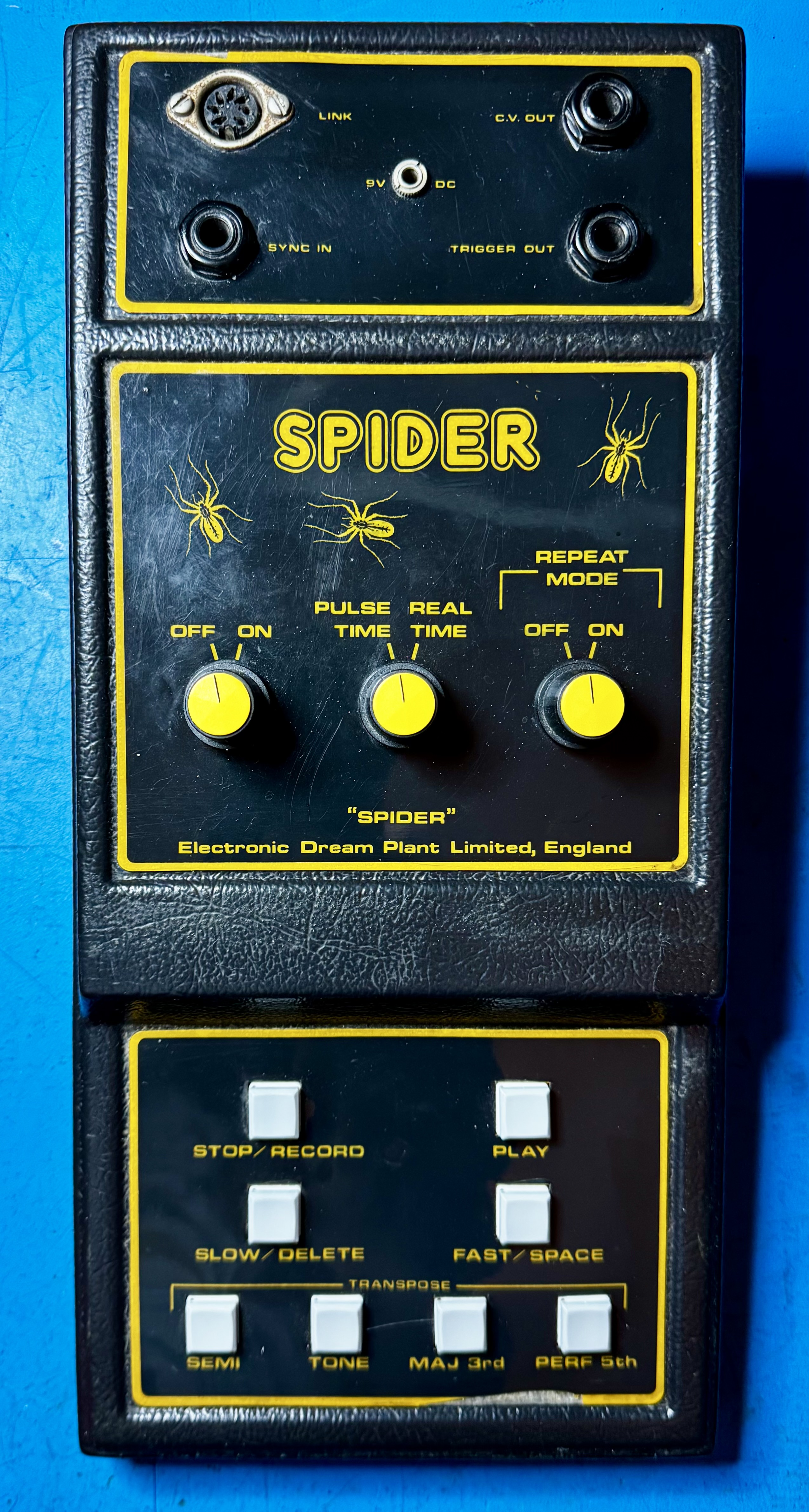
EDP Spider

Electronic Dream Plant bildades i Oxford av bland andra Chris Huggett för att tillverka synthesisers. Deras mest kända synthesiser är den lilla gulsvarta EDP Wasp från 1978. Efter det EDP gått in graven ca 1982 dröjde det några år innan dess efterföljare Oxford Synthesiser Company startades.